# Филип фон Бикенбах
Филип фон Бикенбах (на немски: Philipp von Bickenbach; * пр. 1276; † между 15 август 1298 и 29 август 1300) е господар на Бикенбах в Хесен.

## Произход
Той е син на Конрад II фон Бикенбах 'Минезингер' цу Клингенберг († 1272) и съпругата му Юта (Гуда) фон Фалкенщайн, фрау фон Клингенберг († 1290), вдовица на Конрад II Шенк фон Клингенберг († сл. 1250), дъщеря на Филип I фон Фалкенщайн († 1271) и Изенгард фон Мюнценберг († сл. 1270). Внук е на Готфрид I фон Бикенбах († 1245) и Агнес фон Даун († 1254), дъщеря на вилдграф Конрад II фон Даун († сл. 1263) и Гизела фон Саарбрюкен († сл. 1265), дъщеря на граф Симон II фон Саарбрюкен († сл. 1207) и графиня Луитгард фон Лайнинген († сл. 1239). Брат е на Готфрид II фон Бикенбах († 1333).
Господарите фон Бикенбах построяват ок. 1235 г., през първата половина на 13 век, замък Бикенбах, днешният дворец Алсбах, над селото Алсбах, на ок. 2 km от Бикенбах. От там те могат да контролират частта си на пътя Бергщрасе, който води за Дармщат.

## Фамилия
Филип фон Бикенбах се жени за Алхайдис фон Щетелбах (* пр. 1298; † 1302). Те имат един син:
- Конрад III фон Бикенбах († 2 юни 1354), женен I. за Гудела (Юта) Ценихин фон Бомерсхайм († 30 април 1336), II. сл. 30 април 1336 г. за шенка Агнес фон Ербах-Ербах († сл. 1347).